# ブルック・ベネット
ブルック・ベネット(Brooke Marie Bennett、1980年5月6日 - )は、アメリカ合衆国フロリダ州タンパ出身の競泳選手。1996年アトランタオリンピックと2000年シドニーオリンピックの自由形で3つの金メダルを獲得した選手である。
ベネットが最初に金メダルを獲得したのは1996年アトランタオリンピックの800m自由形である。このレースは、女子競泳界で一時代を築いたジャネット・エバンスのラストレースであった。ベネットは6位のジャネット・エバンスの影に隠れながらも金メダルを獲得した。
2000年シドニーオリンピックには、400m自由形と800m自由形の2種目に出場し、2種目とも金メダルを獲得。800m自由形はオリンピック新記録であった。
2001年に肩の手術を行ったあと、2004年アテネオリンピックには800m自由形で挑戦を試みたが、全米予選で3位に終わり出場することはかなわなかった。